# Osmunda × ruggii
Osmunda × ruggii là một loài dương xỉ trong họ Osmundaceae. Loài này được R.M. Tryon mô tả khoa học đầu tiên năm 1940.